# Roland Alexandre (acteur)
Pour les articles homonymes, voir Roland Alexandre (homonymie) et Alexandre.
Roland Alexandre est un acteur français, pensionnaire de la Comédie-Française, né le 6 novembre 1927 à Paris 12e et mort le 1er février 1956 à Paris 8e (par suicide).

## Biographie
Après le Conservatoire, il débute sur les planches et joue dans la troupe de Jean Richard avec laquelle il effectue des tournées, notamment en Allemagne. Il entre à la Comédie-Française en 1950.
Entre 1951 et 1955, il participe à dix films, dont Un grand patron d'Yves Ciampi aux côtés de Pierre Fresnay, La Dame aux camélias avec Micheline Presle, ou encore Napoléon de et avec Sacha Guitry.
Déprimé après la mort de son père dont il était très proche, il se donne la mort à l'âge de 28 ans. Il a été un temps fiancé à Juliette Gréco.
Il est inhumé au cimetière du Montparnasse.

## Théâtre

### Comédie-Française
- 1950 : Les Caves du Vatican d'André Gide, mise en scène Jean Meyer : Lafcadio
- 1951 : La Robe rouge d'Eugène Brieux, mise en scène Jean Meyer : Maître Placet
- 1951 : Un conte d'hiver de William Shakespeare, mise en scène Julien Bertheau : Florizel
- 1951 : Le Chevalier Canepin d'Henri Duvernois, mise en scène Jacques Charon : le chevalier
- 1951 : Le Veau gras de Bernard Zimmer, mise en scène Julien Bertheau : Gaston
- 1952 : Le Voyage à Biarritz de Jean Sarment, mise en scène de l'auteur : Charles
- 1952 : Britannicus de Jean Racine, mise en scène Jean Marais : Britannicus
- 1952 : Hernani de Victor Hugo, mise en scène Henri Rollan : Don Carlos
- 1952 : Roméo et Juliette de William Shakespeare, mise en scène Julien Bertheau : prologue
- 1952 : Les Fourberies de Scapin de Molière, mise en scène Jean Meyer : Léandre
- 1953 : Un voyageur de Maurice Druon, mise en scène Jean Piat : le voyageur
- 1954 : Les Amants magnifiques de Molière, mise en scène Jean Meyer : Sostrate
- 1954 : On ne badine pas avec l'amour d'Alfred de Musset, mise en scène Maurice Escande : Perdican
- 1955 : Elizabeth, la femme sans homme d'André Josset, mise en scène Henri Rollan : Essex
- 1956 : Les Femmes savantes de Molière, mise en scène Jean Meyer : Clitandre

## Filmographie
- 1951 : L'Étrange Madame X de Jean Grémillon : Marcel
- 1951 : Un grand patron d'Yves Ciampi : Jacques Brulange
- 1952 : Monsieur Taxi d'André Hunebelle : Georges Verger
- 1952 : Plaisirs de Paris de Ralph Baum : Jean-Pierre
- 1953 : La Dame aux camélias de Raymond Bernard : Armand Duval
- 1953 : Le Témoin de minuit de Dimitri Kirsanoff
- 1954 : La Maison du souvenir (Casa Ricordi) de Carmine Gallone : Gioachino Rossini
- 1955 : Napoléon de Sacha Guitry : le comte de Blanc-Mesnil
- 1955 : Das Fräulein von Scuderi d'Eugen York : Olivier Brusson
- 1956 : Les Duraton d'André Berthomieu : Maître André Martin